# Pera Martin Sec
La pera Martin Sec è un'antica cultivar di pera parte dell'Arca del Gusto di Slow food e prodotto tradizionale piemontese (P.A.T.), segnalata tra le "Pere tradizionali cuneesi adatte alla cottura".

## Storia
Il pero di Martin Sec è rustico e un tempo era coltivato per la sua robustezza.
I primi documenti che attestano la sua presenza in Francia sono del XVI secolo: nel 1530 venne censita da C. Estienne.
Dopo un lungo periodo di abbandono a partire dagli Anni Novanta ha vissuto un periodo di riscoperta.

## Caratteristiche
La Martin Sec ha forma piriforme, è di piccola pezzatura e dalla buccia sottile, marrone e con faccia arrosata dal sole. La polpa è gialla-crema e leggermente granulosa, croccante e soda. Il sapore è dolce e aromatico.
È un prodotto tardivo, tanto che il nome di questa varietà in francese è Martin Sec d'Hiver: in realtà, la raccolta si svolge solitamente da metà ottobre a metà novembre, ma il frutto matura durante la conservazione in fruttaio. Il frutto è utilizzabile da cuocere a partire da due settimane dalla raccolta, in generale matura tra dicembre e fine aprile in fruttaio.
Di produttività media, è molto resistente ai parassiti e ha come impollinatori la pera Williams e la Butirra Clairgeau.
Questa varietà è sensibile alla ticchiolatura.

## Diffusione
È una pera che si trova lungo l'arco alpino, tra vallate e aree pedemontane.
In Italia è diffusa soprattutto in Trentino e in Piemonte: nel saluzzese, nel monregalese e prevalentemente nel cuneese, nel Parco delle Alpi Marittime, soprattutto in Valle Vermenagna, nella Valle Gesso e nella Valle Stura..

## Cucina
Questa pera è ottima per la cottura, al forno o bollita, e da alcuni è considerata addirittura la miglior varietà di pera da cuocere in assoluto: viene usata nella cucina tradizionale piemontese per la preparazione di timballi e cognà, confetture o nella tipica ricetta delle pere al vino rosso.

## Sinonimi
Martin Sech, Marteun Seque, Martin sec d'hiver, Cannellino, Cavicchione, Garofala, Garofolino, De Saint Martin, Roggia, Rousselet d'hiver.